# بورتون آن د واتر
بورتون آن د واتر (به انگلیسی: Bourton-on-the-Water) یک روستا و محله مدنی در بریتانیا است که در گلاسترشر واقع شده‌است. بورتون آن د واتر ۳٬۲۹۶ نفر جمعیت دارد.